# Magnús Bergs
Magnús Helgi Jónsson Bergs (Reykjavík, 27 agosto 1956) è un ex calciatore islandese, di ruolo centrocampista.

## Carriera

### Nazionale
Esordisce il 25 giugno del 1980 contro la Finlandia (1-1).